# Тебризки базар
Традиционният пазар на Табриз е един от най-старите пазари в Близкия Изток и най-големият покрит пазар в света. От 2010 г. е включен в Списъка на световното културно и природно наследство на ЮНЕСКО.
Град Табриз е място на културен обмен от древността. Неговият исторически пазарен комплекс е един от най-важните търговски центрове на Пътя на коприната. Разположена в самия център на града, тази грандиозна постройка се състои от няколко под-пазара, като пазарът Амир (за злато и бижута), Мозафарие (за килими), пазарът за обувки, както и много други за различни стоки.
На традиционния исторически пазар може да се намери голямо разнообразие от занаяти и всичко, свързано с миналото.
Най-процъфтяващото време на Табриз и неговият исторически пазар е през 16 век, когато градът става столица на царството на Сефевидите. През 17 век, обаче градът губи статутът си на столица, но пазарът му остава важен търговски и икономически център.
Въпреки че в наши дни са създадени много модерни магазини и търговски центрове, пазарът на Табриз остава икономическото сърце на града, а също и на северозападен Иран.
В миналото портите на пазара са били основните порти на град Табриз.
Освен за търговска дейност, пазарът се използва и за някои важни религиозни церемонии. Най-известната е денят на Ашура, по време на която търговците прекратяват работата си за около 10 дни, а религиозните церемонии се провеждат в рамките на пазара. Подобно на други пазари в Близкия Изток, зад този също са разположени няколко джамии, като най-забележителната е Петъчната джамия.